# Monterrein
Monterrein (Gallo Monterein, bretonisch Mousterrin) ist eine Commune déléguée in der französischen Gemeinde Ploërmel mit 396 Einwohnern (Stand: 1. Januar 2018) im  Département Morbihan in der Region Bretagne.
Die Gemeinde Monterrein wurde mit Wirkung vom 1. Januar 2019 nach Ploërmel eingemeindet. Sie hat seither dort den Status einer Commune déléguée.

## Geografie
Monterrein liegt rund 39 Kilometer nordöstlich von Vannes im Osten des Départements Morbihan.
Nachbargemeinden waren Ploërmel im Norden, Augan im Nordosten, Caro im Osten und Süden sowie Val d’Oust mit La Chapelle-Caro im Westen.

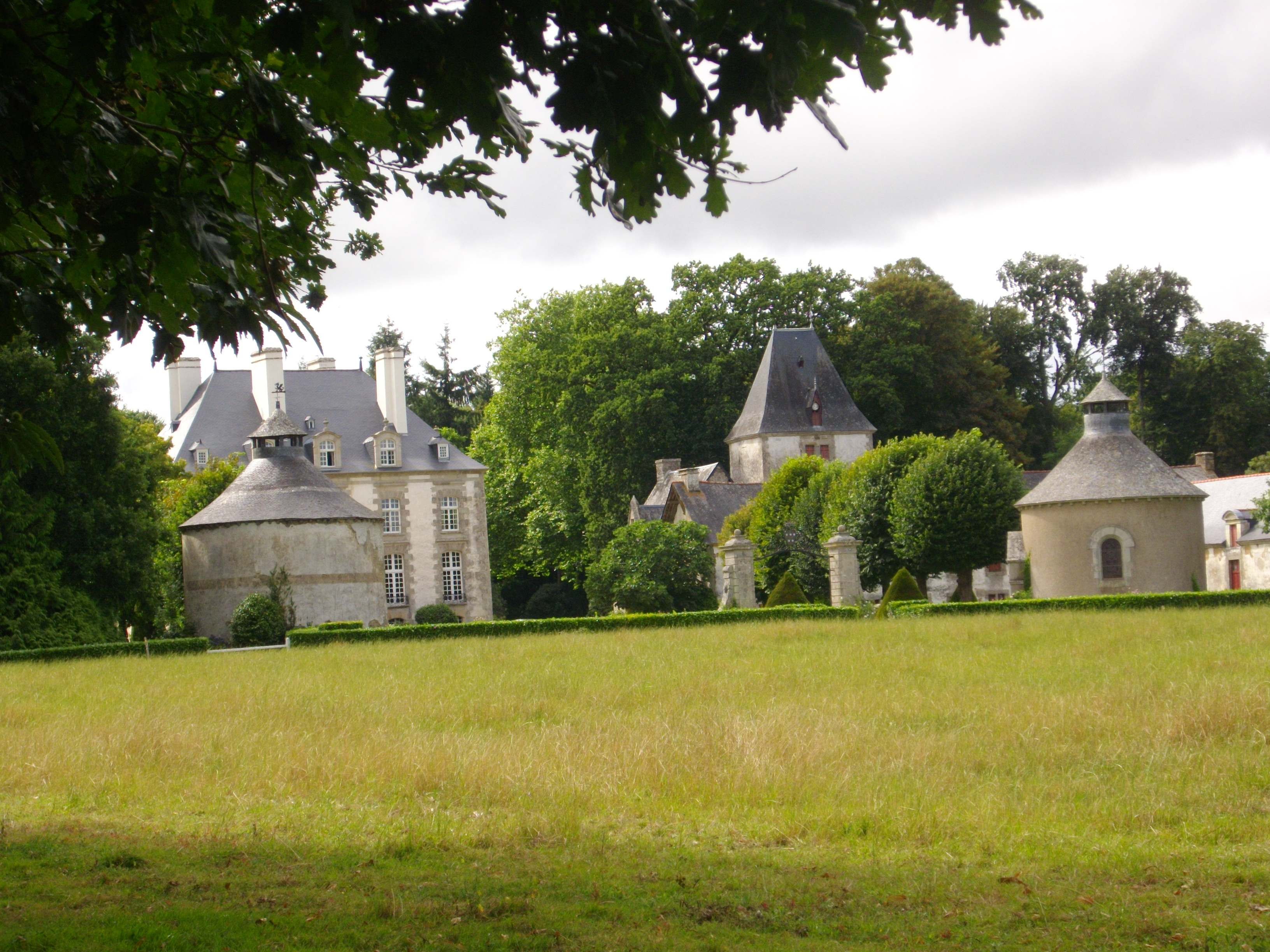
Schloss  La Haute-Touche
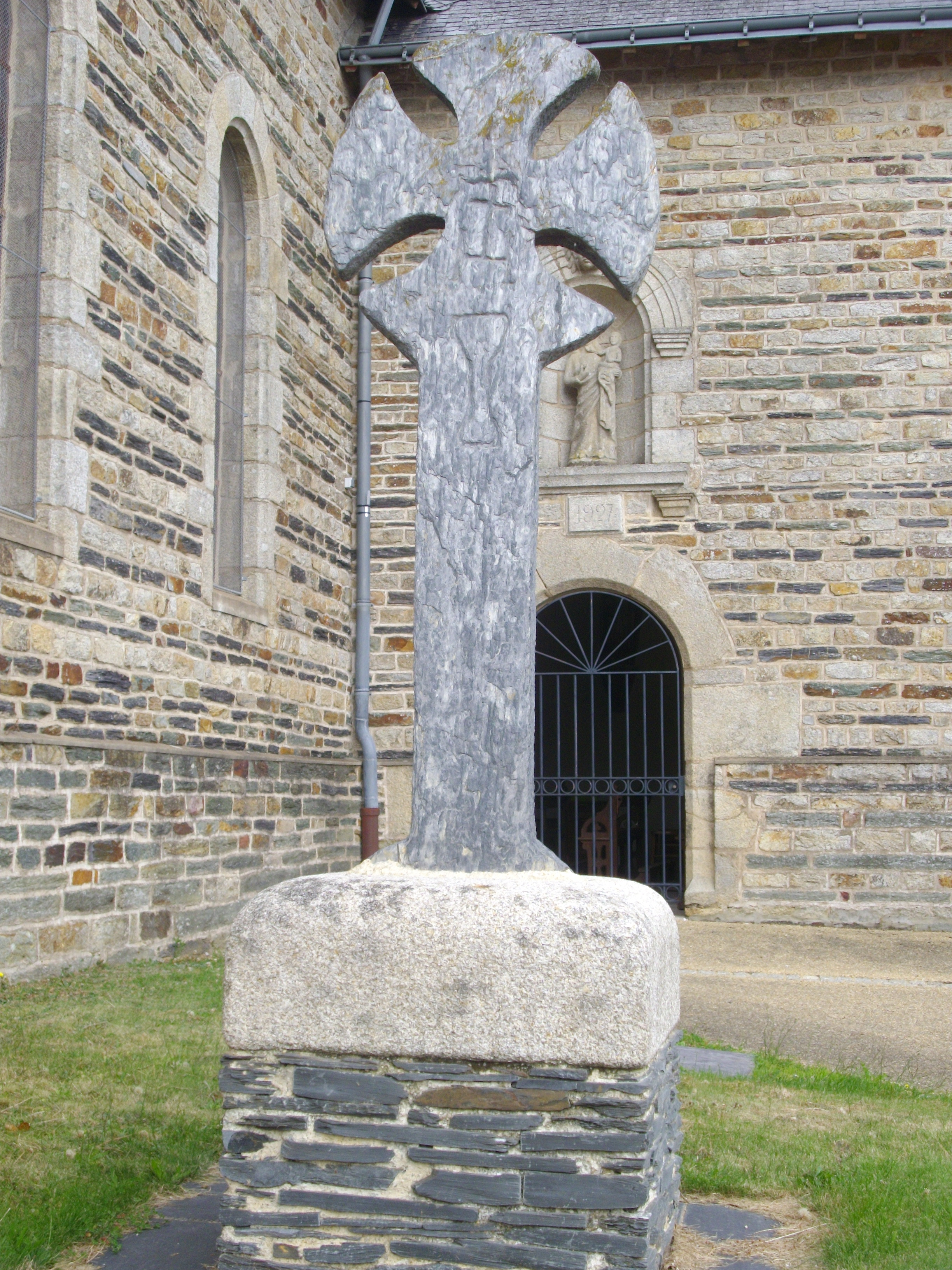
Kreuz auf dem Dorffriedhof

## Bevölkerungsentwicklung
| Jahr                       | 1962 | 1968 | 1975 | 1982 | 1990 | 1999 | 2006 | 2012 | 2018 |
| Einwohner                  | 320  | 328  | 366  | 333  | 298  | 308  | 352  | 398  | 396  |
| Quellen: Cassini und INSEE |      |      |      |      |      |      |      |      |      |

## Sprache
Im Frühmittelalter wurde die Gegend durch Bretonen besiedelt und deren Umgangssprache Alltagssprache. Bei der Zweiten Rückzugswelle der Bretonischen Sprache im Spätmittelalter (zwischen 1200 und 1500) kam es zum Sprachwechsel hin zum Gallo. Dieser Dialekt des Französischen ist mittlerweile beinahe ausgestorben und die Bevölkerung spricht heute französisch.